# Cristian Zanzi
Cristian Zanzi (Lugo di Romagna, 21 marzo 1972) è un ex arbitro di calcio italiano.

## Carriera
Inizia la carriera arbitrale a 17 anni con il debutto nel campionato giovanile esordienti nella gara Pro Lugo–Lavezzola. Successivamente esordisce nel campionato regionale dove, dal 1992 al 1996, arbitra 116 gare ufficiali dalla Seconda Categoria all'Eccellenza.
Viene promosso in C.A.N. D nel 1997 e, dopo soli due anni, approda alla Serie C. Qui arbitra un totale di 180 partite in 5 anni e, nel 2006, guadagna la promozione alla CAN A-B.
SERIE B - Direttore di gara:
-Treviso/Triestina -Albinoleffe/Frosinone - Frosinone/Spezia -Lecce/Verona -Crotone/Albinoleffe - Pescara/Cesena -Spezia/Pescara -Piacenza/Frosinone -Vicenza/Treviso -Treviso/Pescara - Mantova/Albinoleffe -Frosinone/Triestina -Mantova/Treviso - Arezzo/Crotone -Pescara/Albinoleffe.

SERIE A - Quarto Ufficiale di Gara:
Torino/Udinese (ar. Brighi); Ascoli/Udinese (ar. De Marco); Reggina/Fiorentina (ar. Rizzoli); Catania/Siena (ar. Gava); Atalanta/Parma (ar. Giannoccaro); Chievo/Sampdoria (ar. Ayroldi); Lazio/Messina (ar. Girardi); Ascoli/Lazio (ar. Brighi); Siena/Inter (ar. Ayroldi); Udinese/Catania (ar. Marelli); Torino/Ascoli (ar. Farina); Parma/Messina (ar. Gava); Ascoli/Cagliari (ar. Herberg). 
La gara Siena-Inter del 22 aprile 2007 sancì il 15° scudetto della squadra nerazzurra.

Gare dirette di Coppa Italia A-B-C, Campionato di serie C e amichevoli fino al 2006/07:
-Pescara/Atalanta -Rimini/Catania -Cremonese/Vicenza -Foggia/Napoli -Modena/Palermo -Genoa/Cittadella -Padova/Fermana -Pisa/Grosseto -Vittoria/Melfi -Foggia/Martina -Napoli/Acireale - Lucchese/Perugia -Lanciano/Martina -Genoa/Pro Patria -Padova/Novara -Napoli/Massese Modena/Palermo -Sassuolo/Castel S. Pietro -Parma/Brescia -Sangiovannese/Pisa -Parma/Ternana - Verona/Sampdoria.
In carriera ha arbitrato anche cinque partite di Play-Off/Out di serie C: Acireale/Juve Stabia; Latina/Rieti; Ragusa/Taranto; Legnano/Savona e Fidelis Andria/Vittoria.
Nella stagione 2004/05 ha diretto 21 incontri tra i quali:  Inter/Milan (quarti di finale del Torneo di Viareggio), Roma/Ituano (Brasile) al Torneo di Viareggio, 2 partite nel Campionato Internazionale Giovanile Under 17 a Fukuoka in Giappone, Due Partite del Torneo Internazionale Paolo Valenti per Nazioni under21, Una gara amichevole della Nazionale Under 18 Italia/Repubblica-Ceka.
Ha ricoperto il ruolo di Componente nel Comitato Regionale Arbitri dell'Emilia-Romagna. In precedenza, aveva fatto parte del Consiglio Direttivo della Sezione di Lugo di Romagna.
Dal 2016 al 2020 è stato Presidente della Sezione Arbitri di Lugo di Romagna.
Dal 2020 componente del Settore Tecnico dell'A.I.A.-F.I.G.C.

## Statistiche
| Campionato           | Partite dirette | Risultato | Risultato | Risultato | Goal | Ammoniti | Espulsi | Rigori |
| Campionato           | Partite dirette | 1         | X         | 2         | Goal | Ammoniti | Espulsi | Rigori |
| -------------------- | --------------- | --------- | --------- | --------- | ---- | -------- | ------- | ------ |
| Settore Giovanile    | 132             | 68        | 43        | 21        | 301  | 96       | 12      | 21     |
| Terza Categoria      | 35              | 7         | 6         | 5         | 49   | 44       | 15      | 9      |
| Seconda Categoria    | 25              | 7         | 6         | 5         | 49   | 44       | 15      | 9      |
| Prima Categoria      | 23              | 13        | 7         | 3         | 54   | 56       | 11      | 14     |
| Promozione           | 31              | 15        | 8         | 8         | 83   | 67       | 22      | 21     |
| Eccellenza           | 54              | 21        | 20        | 13        | 142  | 101      | 21      | 27     |
| Serie D (inter.)     | 50              | 11        | 9         | 12        | 78   | 99       | 23      | 29     |
| Serie C (Lega Pro)   | 180             | 37        | 21        | 20        | 225  | 199      | 59      | 44     |
| Serie B              | 15              | 3         | 13        | 2         | 37   | 50       | 23      | 11     |
| Serie A (4' uff.)    | 13              | x         | x         | x         | x    | x        | x       | x      |
| Altre gare ufficiali | 250             | 32        | 35        | 18        | 332  | 156      | 54      | 40     |
| Totale               | 808             | 207       | 153       | 102       | 1301 | 868      | 240     | 216    |